# Steve Colpaert
Steve Colpaert (Etterbeek, 13 september 1986) is een Belgisch voetbalcoach en voormalig profvoetballer. Hij was een verdediger en speelt als laatste voor Eendracht Aalst. Voordien was hij actief bij Antwerp, SV Zulte Waregem en FC Brussels.

## Carrière

### Jeugd
Colpaert leerde voetballen bij Dilbeek Sport. Nadien belandde hij bij de jeugd van Eendracht Aalst alvorens terug te keren naar Brussel. Hij belandde bij RWDM, dat een jaar later opging in KFC Strombeek, en opnieuw een jaar later in FC Brussels.

### FC Brussels
In 2004 stroomde Colpaert door naar de A-kern van FC Brussels. Het was trainer Emilio Ferrera die hem zijn eerste speelminuten op het hoogste niveau gunde. Ondanks zijn jonge leeftijd kreeg hij regelmatig speelkansen bij Brussels, ook toen Albert Cartier coach werd.
Tijdens een training met de Belgische beloften liep Colpaert een dubbele beenbreuk op na een contact met Guillaume Gillet. Colpaert moest het een lange tijd zonder voetbal stellen en uitte in een interview van Het Laatste Nieuws zijn ongenoegen over hoe zijn blessure behandeld werd door de club. Voorzitter Johan Vermeersch reageerde furieus en al gauw bleek er voor Colpaert geen plaats meer bij FC Brussels.

### Zulte Waregem
Op 16 maart 2008 werd bekendgemaakt dat hij naar het SV Zulte Waregem van trainer Francky Dury verhuisde. De verdediger tekende bij de fusieclub een overeenkomst voor twee seizoenen plus één jaar optie met Zulte Waregem. Ondertussen is zijn contract al verlengd tot 2014.
In december 2010 raakte bekend dat RSC Anderlecht geïnteresseerd is in de verdediger van Zulte Waregem.

### R. Antwerp FC
Voor aanvang van het seizoen 2015-2016 vertrok Colpaert naar tweedeklasser R. Antwerp FC. Tijdens zijn eerste seizoen speelde Colpaert 30 wedstrijden en eindigde de club op een derde plaats, op 1 punt van kampioen White Star Brussel.
In het seizoen 2016/17 speelde Colpaert 19 wedstrijden en speelde hij kampioen met R. Antwerp FC. De komende drie seizoenen speelde Colpaert geen enkele wedstrijd meer met de A-kern.

### Eendracht Aalst
In juni 2020 ondertekende de transfervrije Colpaert een éénjarig contract bij Eendracht Aalst. Door de coronapandemie werd het amateurvoetbal in België in het seizoen 2020/21 al gauw stilgelegd, waardoor Colpaert in zijn debuutseizoen voor Eendracht Aalst nauwelijks kon spelen. In juni 2021 zette Colpaert een punt achter zijn spelerscarrière.

### Internationaal
Op 24 februari 2010 werd Colpaert door toenmalig bondscoach Dick Advocaat voor het eerst opgeroepen voor de Rode Duivels. Hij maakte zijn debuut in de oefeninterland tegen Kroatië (0-1) op 3 maart, net als Romelu Lukaku van RSC Anderlecht.

## Statistieken
| Seizoen         | Land            | Competitie             | Club             | Competitie | Competitie | Beker | Beker | Europees | Europees | Totaal | Totaal |
| Seizoen         | Land            | Competitie             | Club             | Wed.       | Dlp.       | Wed.  | Dlp.  | Wed.     | Dlp.     | Wed.   | Dlp.   |
| --------------- | --------------- | ---------------------- | ---------------- | ---------- | ---------- | ----- | ----- | -------- | -------- | ------ | ------ |
| 2003/04         | Vlag van België | Tweede Klasse          | FC Brussels      | 2          | 0          | 0     | 0     | —        | —        | 2      | 0      |
| 2004/05         | Vlag van België | Jupiler League         | FC Brussels      | 16         | 0          | 0     | 0     | —        | —        | 16     | 0      |
| 2005/06         | Vlag van België | Jupiler League         | FC Brussels      | 28         | 0          | 0     | 0     | —        | —        | 28     | 0      |
| 2006/07         | Vlag van België | Jupiler League         | FC Brussels      | 17         | 1          | 0     | 0     | —        | —        | 17     | 1      |
| 2007/08         | Vlag van België | Jupiler League         | FC Brussels      | 0          | 0          | 0     | 0     | —        | —        | 0      | 0      |
| 2008/09         | Vlag van België | Jupiler Pro League     | SV Zulte Waregem | 25         | 0          | 2     | 0     | —        | —        | 27     | 0      |
| 2009/10         | Vlag van België | Jupiler Pro League     | SV Zulte Waregem | 35         | 0          | 2     | 0     | —        | —        | 37     | 0      |
| 2010/11         | Vlag van België | Jupiler Pro League     | SV Zulte Waregem | 34         | 0          | 0     | 0     | —        | —        | 34     | 0      |
| 2011/12         | Vlag van België | Jupiler Pro League     | SV Zulte Waregem | 33         | 0          | 1     | 0     | —        | —        | 34     | 0      |
| 2012/13         | Vlag van België | Jupiler Pro League     | SV Zulte Waregem | 33         | 0          | 4     | 1     | —        | —        | 37     | 1      |
| 2013/14         | Vlag van België | Jupiler Pro League     | SV Zulte Waregem | 31         | 0          | 5     | 1     | 7        | 0        | 43     | 1      |
| 2014/15         | Vlag van België | Jupiler Pro League     | SV Zulte Waregem | 3          | 0          | 1     | 0     | 3        | 1        | 7      | 1      |
| 2015/16         | Vlag van België | Tweede klasse          | Antwerp FC       | 30         | 1          | 2     | 0     | —        | —        | 32     | 1      |
| 2016/17         | Vlag van België | Tweede klasse          | Antwerp FC       | 19         | 0          | 1     | 0     | -        | -        | 20     | 0      |
| 2017/18         | Vlag van België | Jupiler Pro League     | Antwerp FC       | 0          | 0          | 0     | 0     | -        | -        | 0      | 0      |
| 2018/19         | Vlag van België | Jupiler Pro League     | Antwerp FC       | 0          | 0          | 0     | 0     | -        | -        | 0      | 0      |
| 2019/20         | Vlag van België | Jupiler Pro League     | Antwerp FC       | 0          | 0          | 0     | 0     | -        | -        | 0      | 0      |
| 2020/21         | Vlag van België | Tweede Nationale VFV B | Eendracht Aalst  | 2          | 0          | 0     | 0     | -        | -        | 2      | 0      |
| Carrière totaal | Carrière totaal | Carrière totaal        | Carrière totaal  | 308        | 2          | 18    | 2     | 10       | 1        | 326    | 5      |

## Trainerscarrière
In de zomer van 2021 ging Colpaert aan de slag bij Club NXT, waar hij de assistent werd van trainer Rik De Mil. De beloften van Club Brugge verzekerden dat seizoen hun plekje in Eerste klasse B. De Mil stroomde in het tussenseizoen door naar het eerste elftal van Club Brugge, waarna Colpaert met Nicky Hayen een nieuwe hoofdtrainer kreeg.
Toen Rik De Mil in maart 2023 het seizoen mocht uitdoen als hoofdtrainer van Club Brugge na het ontslag van Scott Parker, maakte Colpaert samen met Hayen en keeperstrainer Wouter Biebauw mee de overstap. Na de komst van Ronny Deila in mei 2023 keerde Colpaert zoals afgesproken terug naar Club NXT.
Begin januari 2024 maakte Colpaert de overstap naar KVC Westerlo, waar Rik De Mil kort daarvoor aan de slag was gegaan als hoofdtrainer. Toen De Mil ruim twee maanden ontslagen werd als gevolg van de vermeende salonremise tegen KRC Genk, bleef Colpaert aanvankelijk aan als assistent onder interimtrainer Bart Goor. Na afloop van het seizoen 2023/24 was er evenwel geen plaats meer voor Colpaert in de staf van Timmy Simons, die in het tussenseizoen overnam. 
Kort na zijn vertrek bij Westerlo keerde Colpaert terug naar Club Brugge, waar hij aan de slag ging als Talent Coach. Tot zijn takenpakket behoorde de vorming van een brug tussen Club NXT en de A-kern, alsook zorgen voor een meer geïndividualiseerde opvolging van de jonge spelers. Daar was hij een seizoen actief. In mei 2025 trad hij toe tot de trainersstaf van Vincent Euvrard bij FCV Dender EH.